# Xavier Sanglas Camps
Xavier Sanglas Camps   (Manlleu, 1923 - 28 de juliol de 2017) fou un enginyer, empresari i antic pilot d'automobilisme català. Juntament amb el seu germà Martí, el 1942 fundà a Barcelona l'empresa fabricant de motocicletes Sanglas.
Com a pilot d'automobilisme, el 1955 creà el Club Sanglas (el qual participà en tota mena de curses), es feu soci del Reial Automòbil Club de Catalunya (RACC) i s'incorporà com a pilot a l'Escuderia Barcelona, entitat de la qual arribà a formar part de la directiva. Participà en diverses curses automobilistíques, entre elles el Ral·li de Montecarlo com a copilot d'Antoni Roqué el 1956. Aquell mateix any, guanyà el primer Campionat d'Espanya de ral·lis amb un Alfa Romeo. El 1957 fou campió de Catalunya de ral·lis i tercer al Campionat d'Espanya, a més de guanyar la Copa Montjuïc en la seva categoria i fer-hi la volta ràpida absoluta, amb la qual obtingué el Trofeu Nuvolari. El 2005 rebé el carnet d'or del RACC.